# Nord Est Trasporti
Nord Est Trasporti S.r.l. è un'azienda che gestisce il servizio di trasporto pubblico del lotto provinciale 3 della Provincia di Milano dal 1º gennaio 2008, le cui concessioni erano scadute a seguito di messa a gara dei servizi di TPL extraurbani, affidati a ATM Milano e CTNM. Dopo il fallimento della compagnia di trasporti TPM nel 2009, l'azienda ha anche rilevato i servizi urbani del Comune di Monza.
L'azienda è partecipata al 35% dall'ATM Milano e a sua volta detiene il 30% di Brianza Trasporti S.c.a.r.l. gestisce il trasporto pubblico in 53 comuni: 21 in Provincia di Milano, 25 in Provincia di Monza e della Brianza, 3 in Provincia di Bergamo e 4 nella Provincia di Lecco.
Dal 15 luglio 2019, con la nascita del nuovo Sistema Tarriffario Integrato dei mezzi pubblici (STIBM), anche NET insieme alle altre aziende di trasporto, come ad esempio Autoguidovie e Movibus, aderisce all'integrazione tariffaria.
L'azienda gestisce 7 linee di trasporto urbano e 17 linee di trasporto extraurbano.
A Monza l'azienda ha una flotta di circa 45 autobus per il servizio urbano: irisbus cityclass, irisbus citelis, mercedes citaro facelift, iveco urbanway, menarinibus citymood, mercedes citaro c2 hybrid. Si attendono per il 2025 quindici Citymood 12 elettrici.

## Comuni serviti
Elenco dei comuni serviti da NET con le relative zone tariffarie STIBM e linee passanti:
| Comune                | Provincia | Zona STIBM | Linee                                                        |
| --------------------- | --------- | ---------- | ------------------------------------------------------------ |
| Agrate Brianza        | MB        | Mi5        | Z301 - Z307 - Z314 - Z315 - Z321                             |
| Aicurzio              | MB        | Mi7        | Z319                                                         |
| Arcore                | MB        | Mi5        | Z208 - Z315 - Z317                                           |
| Basiano               | MI        | Mi6        | Z310 - Z313                                                  |
| Bellinzago Lombardo   | MI        | Mi6        | Z310 - Z311                                                  |
| Bellusco              | MB        | Mi7        | Z321 - Z322                                                  |
| Bergamo               | BG        | -          | Z301                                                         |
| Bernareggio           | MB        | Mi7        | Z319                                                         |
| Brugherio             | MB        | Mi4        | Z201 - Z211 - Z304 - Z305 - Z323                             |
| Burago di Molgora     | MB        | Mi6        | Z307 - Z312 - Z315 - Z321 - Z322                             |
| Busnago               | MB        | Mi7        | Z313 - Z321 - Z322                                           |
| Cambiago              | MI        | Mi6        | Z301 - Z312 - Z314                                           |
| Camparada             | MB        | Mi6        | Z317                                                         |
| Caponago              | MB        | Mi5        | Z314 - Z315                                                  |
| Capriate San Gervasio | BG        | -          | Z301                                                         |
| Carnate               | MB        | Mi6        | Z318                                                         |
| Carugate              | MI        | Mi5        | Z305                                                         |
| Casatenovo            | LC        | Mi7        | Z317                                                         |
| Cassano d'Adda        | MI        | Mi7        | Z309                                                         |
| Cassina de' Pecchi    | MI        | Mi4        | Z311                                                         |
| Cavenago di Brianza   | MB        | Mi6        | Z301 - Z312 - Z314                                           |
| Cernusco sul Naviglio | MI        | Mi4        | Z305 - Z311                                                  |
| Cologno Monzese       | MI        | Mi3        | Z301 - Z304 - Z305 - Z307 - Z322 - Z323                      |
| Concorezzo            | MB        | Mi5        | Z314 - Z321 - Z323                                           |
| Cormano               | MI        | Mi3        | Z301                                                         |
| Cornate d'Adda        | MB        | Mi7        | Z313 - Z321 - Z322                                           |
| Correzzana            | MB        | Mi7        | Z317                                                         |
| Dalmine               | BG        | -          | Z301                                                         |
| Gessate               | MI        | Mi6        | Z310 - Z311 - Z312 - Z313 - Z314                             |
| Gorgonzola            | MI        | Mi5        | Z311 - Z315                                                  |
| Grezzago              | MI        | Mi7        | Z310                                                         |
| Inzago                | MI        | Mi6        | Z309                                                         |
| Lesmo                 | MB        | Mi6        | Z317                                                         |
| Masate                | MI        | Mi6        | Z310 - Z313                                                  |
| Merate                | LC        | Mi8        | Z313                                                         |
| Mezzago               | MB        | Mi7        | Z321 - Z322                                                  |
| Milano                | MI        | Mi1-Mi3    | Z301 - Z311 - Z323                                           |
| Monza                 | MB        | Mi4        | Z201 - Z202 - Z206 - Z208 - Z211 A - Z212 B - Z314 - Z321    |
| Muggiò                | MB        | Mi4        | Z204                                                         |
| Ornago                | MB        | Mi7        | Z312 - Z321 - Z322                                           |
| Paderno d'Adda        | LC        | Mi8        | Z313                                                         |
| Pessano con Bornago   | MI        | Mi5        | Z305 - Z315                                                  |
| Pozzo d'Adda          | MI        | Mi7        | Z311                                                         |
| Robbiate              | LC        | Mi8        | Z313                                                         |
| Roncello              | MB        | Mi7        | Z313 - Z321 - Z322                                           |
| Ronco Briantino       | MB        | Mi7        | Z319                                                         |
| Sesto San Giovanni    | MI        | Mi3        | Z301                                                         |
| Sulbiate              | MB        | Mi7        | Z321 - Z322                                                  |
| Trezzano Rosa         | MI        | Mi7        | Z310                                                         |
| Trezzo sull'Adda      | MI        | Mi7        | Z301 - Z309 - Z310 - Z321 - Z322                             |
| Usmate Velate         | MB        | Mi6        | Z318                                                         |
| Vaprio d'Adda         | MI        | Mi7        | Z309 - Z311                                                  |
| Vedano al Lambro      | MB        | Mi5        | Z204                                                         |
| Verderio Superiore    | LC        | Mi7        | Z313                                                         |
| Villasanta            | MB        | Mi5        | Z208 - Z212                                                  |
| Vimercate             | MB        | Mi6        | Z307 - Z312 - Z315 - Z317 - Z318 - Z319 - Z321 - Z322 - Z323 |